# Alfredo Ceschiatti

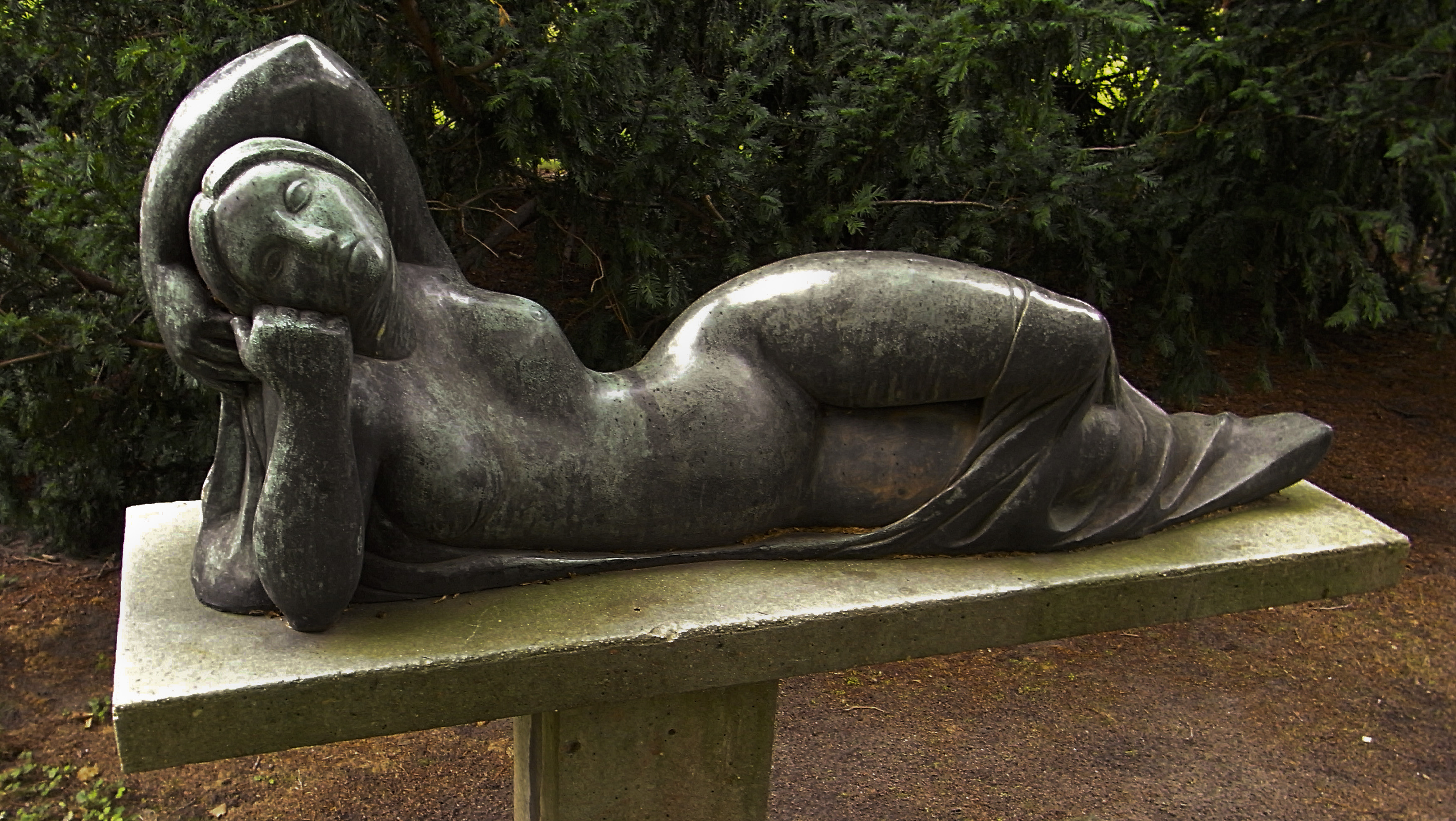
Die Skulptur Liegende im Berliner Hansaviertel.

Alfredo Ceschiatti (* 1. September 1918 in Belo Horizonte; † 25. August 1989 in Rio de Janeiro) war ein brasilianischer Bildhauer, Designer und Hochschullehrer.

## Leben

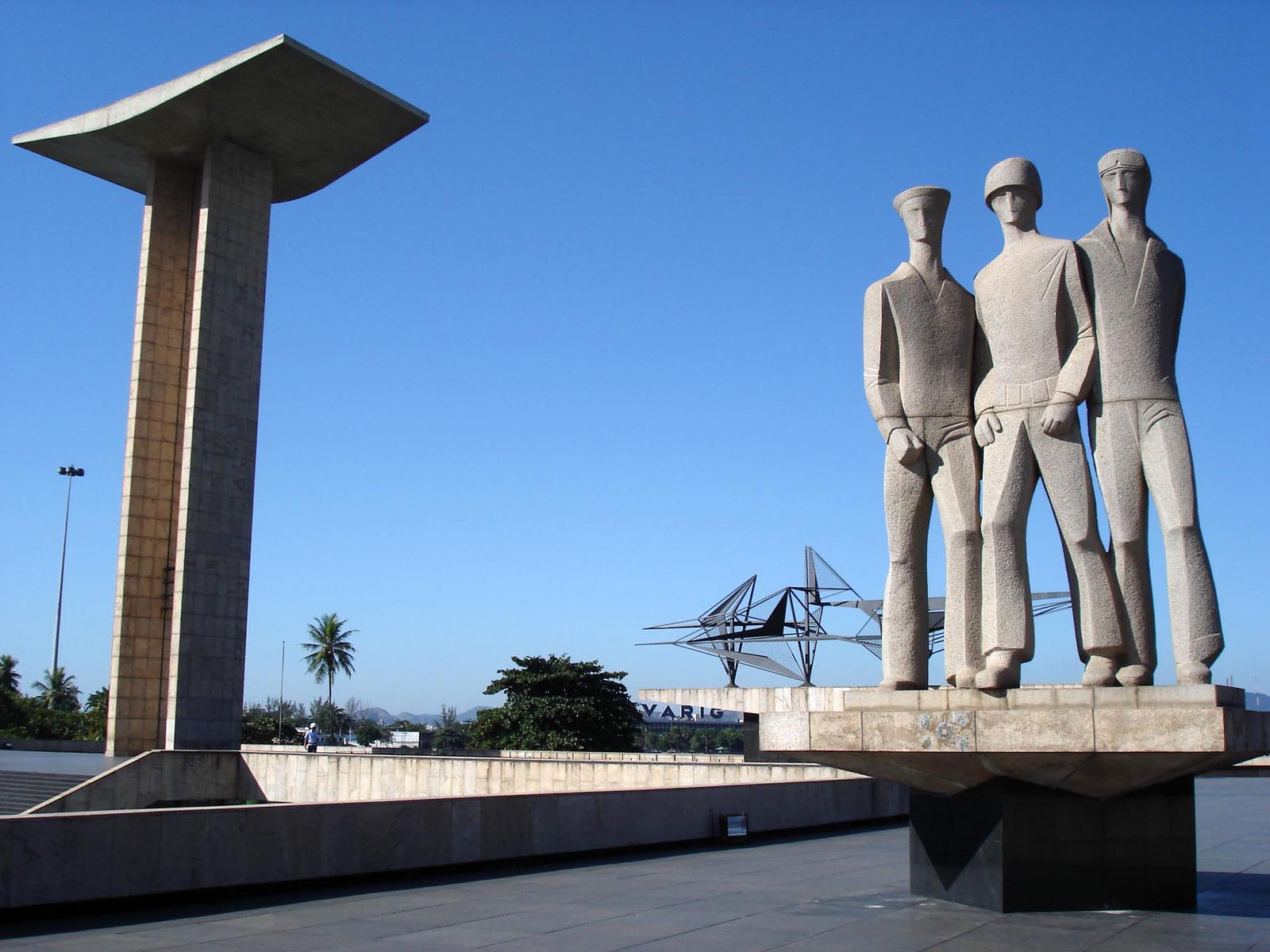
Skulptur am Denkmal für die Toten des Zweiten Weltkriegs in Rio de Janeiro

Alfredo Ceschiatti wurde als Sohn italienischer Eltern in Belo Horizonte geboren. Im Jahr 1937 erhielt er ein Stipendium für Kinder italienischer Einwanderer und reiste ein Jahr später nach Italien, wo er Michelangelo und die Maler der Renaissance für sich entdeckte. Nach seiner Rückkehr 1940 nach Brasilien trat er in die Escola Nacional de Belas Artes in Rio de Janeiro ein um sich endgültig der Bildhauerei zu widmen. Im dritten Jahr verließ er die Kunstakademie.
Ceschiatti beteiligte sich 1943 an dem Ausstellungsformat der Academia Imperial de Belas Artes Salão Nacional und gewann 1943 die Bronzemedaille sowie ein Jahr später die Silbermedaille. Auf Einladung seines Freundes, dem Architekten Oscar Niemeyer, gestaltete er das Basrelief an der Kirche Franz von Assisi in Pampulha, einem Stadtteil von Belo Horizonte. Diese Arbeit verschaffte ihm ein Reisestipendium, den Prêmio de Viagem ao Estrangeiro.
Er blieb von 1946 bis 1948 in Europa, wo er sich mit den Arbeiten der Bildhauer Max Bill, Henri Laurens, Giacomo Manzù und vor allem Aristide Maillol vertraut machte. Nach seiner Rückkehr stellte er im Instituto de Arquitetos do Brasil in Rio de Janeiro aus, beteiligte sich auch an der zweiten Biennale von São Paulo und am zweiten Nationalen Salon der Schönen Künste von Rio de Janeiro.
1956 gewann Ceschiatti den Wettbewerb für das Denkmal für die Toten des Zweiten Weltkriegs, das sich zu einer der prägenden Postkartenansichten von Rio herauskristallisierte, genauso wie Die Badenden in den Gärten des Präsidentenpalastes in Brasília. Auf Einladung von Oscar Niemeyer, dessen ständiger Mitarbeiter er inzwischen geworden war, gestaltete Ceschiatti die Engel (Os Anjos) an der Kathedrale von Brasilia und die Skulptur A Justiça aus Granit vor dem Obersten Bundesgericht auf der Praça dos Três Poderes in Brasília.
Alfredo Ceschiatti war von 1963 bis zu seiner Schließung 1965 Außerordentlicher Professor für Skulptur und Design an der Universität Brasilia, trat dann aber aus Solidarität mit den anderen Professoren von seinem Posten zurück.
Seine Skulpturen sind im Oscar-Niemeyer-Haus in Berlin zu sehen, einer Wohnanlage im Hansaviertel, entworfen von Oscar Niemeyer, ebenso wie auf dem Platz des Patriarchen in São Paulo, an der brasilianischen Botschaft in Moskau, im Museum der Modernen Kunst von Rio de Janeiro und in mehreren privaten Sammlungen.

## Werke
Hauptwerke
Zusammen mit Oscar Niemeyer arbeitete Alfredo Ceschiatti in Brasília, wo er einige wichtige Skulpturen erstellte:
- As Banhistas, Palácio da Alvorada
- A Justiça (1961), Supremo Tribunal Federal
- As und Os Anjos Evangelistas, Kathedrale von Brasília
- As Gêmeas, Palácio Itamaraty
- Anjo, Câmara dos Deputados do Brasil
- A Contorcionista (1952), Teatro Nacional Cláudio Santoro

Weitere Arbeiten
- O Abraço, Museu de Arte da Pampulha – ein Werk, das lange als unmoralisch galt
- Liegende, Berlin-Hansaviertel
- As Três Forças Armadas (1960) Granit, Teil vom Denkmal für die Toten des Zweiten Weltkriegs, Parque Eduardo Gomes in Rio de Janeiro, mit Júlio Catelli Filho und Anísio Medeiros
- As Irmãs, Skulptur des Museu de Arte Moderna in São Paulo
- Monumento a José Bonifácio de Andrade e Silva, Praça Patriarca, São Paulo
- Cabeça de Mulher, Pinakothek des Staates São Paulo in São Paulo